# わちゅごなどぅー
「わちゅごなどぅー」は、虹ヶ咲学園スクールアイドル同好会によるシングル。2023年2月1日にLantisから発売された。

## 背景
前作「永遠の一瞬」から約4ヶ月ぶりとなるシングルで、メディアミックス作品『ラブライブ！虹ヶ咲学園スクールアイドル同好会』のスピンオフである『にじよん あにめーしょん』の主題歌として、高咲侑（矢野妃菜喜）を含めた虹ヶ咲学園スクールアイドル同好会のメンバー13人が担当した。なお、優木せつ菜役の楠木ともりが2023年3月31日を以て虹ヶ咲のメンバーから降板し、4月1日より林鼓子に交代したため、楠木が参加した最後の楽曲となった。

## 音楽性
表題曲の特徴として、2023年1月27日にオンエアされた『内田理央のレコメン!FRIDAY』（文化放送）にゲスト出演した、上原歩夢役の大西亜玖璃は「みんなが普段しゃべっているようなテンション感が曲に現れていて、聞いていて本当に盛り上がります」とコメントし、パーソナリティの内田理央と、当時サブパーソナリティを務めた松澤千晶は「お祭りみたいな楽しい曲」と評価した。

## エンディング映像
エンディング映像は、上原歩夢→ミア・テイラー→桜坂しずく→エマ・ヴェルデ→鐘嵐珠→中須かすみ→朝香果林→優木せつ菜→三船栞子→近江彼方→宮下愛→天王寺璃奈の順で進行する。
上原歩夢ではランニングして侑がヘトヘトになる、ミア・テイラーではキャッチボールをしたもの侑がボールが取れない、宮下愛とのチアでは侑の足が上がらないことから、テレビアニメでは見られなかった高咲侑の運動神経の悪さがしっかりと描写されている。ただしエマとのスキップ、せつ菜との推し活では足が上がっている。
ラストのカットは原作60話「感想2」の最後のコマである「次のライブも楽しみだなぁ」をアレンジしたものとなっている。

## リリース
2023年2月1日にLantisからリリースされ、初回生産特典として『ラブライブ!虹ヶ咲学園スクールアイドル同好会 にじたび!TOKIMEKI FAN MEETING TOUR』の広島・東京・愛知公演のチケット最速先行抽選申込券と、スマートフォンゲーム『ラブライブ! スクールアイドルフェスティバル ALL STARS』で利用できるシリアルコードがそれぞれ封入される。

## チャート成績
2023年2月13日付のオリコン週間シングルランキングでは4位にランクインした。

## 収録曲
| 全作詞・作曲・編曲: NOVECHIKA、野口大志。 | |                      |                      |      |
| #                                         | タイトル | 作詞                 | 作曲・編曲           | 時間 |
| 1.                                        | 「わちゅごなどぅー」(虹ヶ咲学園スクールアイドル同好会) | NOVECHIKA、 野口大志 | NOVECHIKA、 野口大志 | 3:30 |
| 2.                                        | 「わちゅごなどぅー (1年生+侑 Ver.)」(高咲侑（矢野妃菜喜）、中須かすみ（相良茉優）、桜坂しずく（前田佳織里）、天王寺璃奈（田中ちえ美）、三船栞子（小泉萌香）)   | NOVECHIKA、 野口大志 | NOVECHIKA、 野口大志 | 3:30 |
| 3.                                        | 「わちゅごなどぅー (2年生+侑 Ver.)」(高咲侑（矢野妃菜喜）、上原歩夢（大西亜玖璃）、宮下愛（村上奈津実）、優木せつ菜（楠木ともり）、鐘嵐珠（法元明菜）)         | NOVECHIKA、 野口大志 | NOVECHIKA、 野口大志 | 3:30 |
| 4.                                        | 「わちゅごなどぅー (3年生+侑 Ver.)」(高咲侑（矢野妃菜喜）、朝香果林（久保田未夢）、近江彼方（鬼頭明里）、エマ・ヴェルデ（指出毬亜）、ミア・テイラー（内田秀）) | NOVECHIKA、 野口大志 | NOVECHIKA、 野口大志 | 3:30 |
| 5.                                        | 「わちゅごなどぅー」(Off Vocal) | NOVECHIKA、 野口大志 | NOVECHIKA、 野口大志 | 3:28 |
| 合計時間:                                 | 合計時間: | 17:28                |                      |      |

## タイアップ
| # | 曲名                                 | タイアップ                                    |
| - | ------------------------------------ | --------------------------------------------- |
| 1 | 「わちゅごなどぅー」                 | テレビアニメ『にじよん あにめーしょん』主題歌 |
| 2 | 「わちゅごなどぅー (1年生+侑 Ver.)」 | テレビアニメ『にじよん あにめーしょん』主題歌 |
| 3 | 「わちゅごなどぅー (2年生+侑 Ver.)」 | テレビアニメ『にじよん あにめーしょん』主題歌 |
| 4 | 「わちゅごなどぅー (3年生+侑 Ver.)」 | テレビアニメ『にじよん あにめーしょん』主題歌 |

### ユニットメンバー
1. 1 2 3  上原歩夢（大西亜玖璃）、中須かすみ（相良茉優）、桜坂しずく（前田佳織里）、朝香果林（久保田未夢）、宮下愛（村上奈津実）、近江彼方（鬼頭明里）、優木せつ菜（楠木ともり）、エマ・ヴェルデ（指出毬亜）、天王寺璃奈（田中ちえ美）、三船栞子（小泉萌香）、ミア・テイラー（内田秀）、鐘嵐珠（法元明菜）
2. 1 2  高咲侑（矢野妃菜喜）、上原歩夢（大西亜玖璃）、中須かすみ（相良茉優）、桜坂しずく（前田佳織里）、朝香果林（久保田未夢）、宮下愛（村上奈津実）、近江彼方（鬼頭明里）、優木せつ菜（楠木ともり）、エマ・ヴェルデ（指出毬亜）、天王寺璃奈（田中ちえ美）、三船栞子（小泉萌香）、ミア・テイラー（内田秀）、鐘嵐珠（法元明菜）